# Dzieła Atanazego Wielkiego

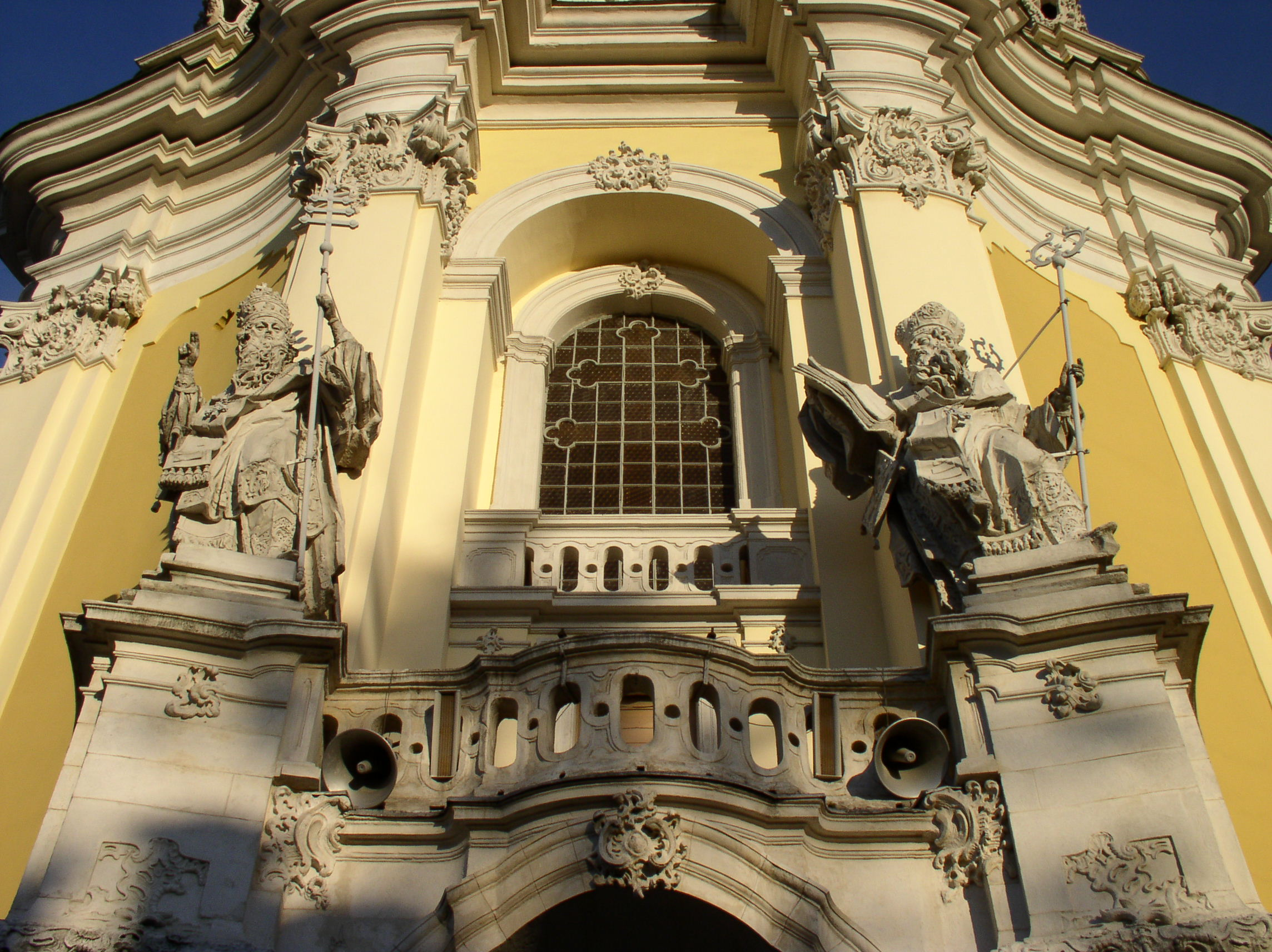
Symbol jedności Magisterium Kościoła: figury (z lewej) św. papieża Leona Wielkiego (400-461) autora Tomus ad Flavianum i (z prawej) św. biskupa Aleksandrii Atanazego Wielkiego, Lwów - katedra św. Jura.

Dzieła Atanazego Wielkiego (295-373) – greckojęzycznego Ojca Kościoła, autora pism apologetycznych przeciw ariańskim błędom chrystologicznym, dotyczącym zagadnienia Wcielenia Boga w Chrystusie. Atanazy bronił szczególnie prawdy o Jezusie Bogu-człowieku, synu Maryi Dziewicy i Jego, polegającej na współistotności /(gr.) homousios/, relacji do Boga Ojca. W swych pismach był propagatorem i interpretatorem nauczania Soboru nicejskiego (325 r.).

## Wydania tekstów oryginalnych
- Patrologia Graeca t. 25-28.
- Sources chrétiennes, t. 15, 18bis, 56 bis, 197, 199, 317, 400, 478.

## Łacińskie tytuły dzieł
Najważniejsze pisma w porządku alfabetycznym:
Ad Episcopos Aegypti et Libyae Epistola Encyclica

Ad Afros Epistola Sinodica

Apologia ad Constantium

Apologia Contra Arianos (ok. 355 r.) - Sch 56bis, wyd. Jan Maria Szymusiak SJ /1987/ ISBN 2-204-02695-6.

Apologia de fuga sua (357 r.) - Sch 56bis, wyd. Jan Maria Szymusiak SJ /1987/ ISBN 2-204-02695-6.

Argumentum in Psalmos

Contra Gentes

Contra Sabellianos

De azymis

De corpore et anima

De decretis Nicaenae synodi - w dziele tym, w rozdz. 37, par.2, Atanazy umieścił Nicejski symbol wiary

De incarnatione verbi

De sabbatis et circumcisione

De Sancta Trinitate

De sententia Dionysii

De Synodis

De synodis Arimini in Italia et Seleuciae in Isauria

Dialogi duo contra Macedonianos

Didascalia cccxviii patrum Nicaenorum

Disputatio contra Arium

Doctrina ad monachos

Depositio Arii - o suspensie Ariusza przez bpa Aleksandrii Aleksandra wraz z prezbiterami.

Epistula ad Afros episcopos

Epistula ad episcopos Aegypti et Libyae

Epistula ad episcopos Aegypti et Libyae

Epistula ad episcopum Persarum

Epistula ad Jovianum imperatorem (PG 26,817nn) - Atanazy przesłał cesarzowi w tym liście Symbol nicejski.

Epistula catholica

Epistula festalis xxxix

Epistula ad Diodorem de Tarsus - SCh 478, wyd. P. J.-M. Clément; M. René Vander Plaetse /2003/ - list cytowany przez autora im. Facundus d'Hermiane w dyskusji nad tzw. Trzema rozdziałami.

Epistulae ad Castorem

Epistulae quattuor ad Serapionem - SCh 15, wyd. J. Lebon /1947/ - przeciw ariańskie.

Epistulae variae

Expositio Fidei

Expositiones in Psalmos

Fragmenta varia

Historia Acefala

Historia Arianorum

Historia de Melchisedech

Homilia de passione et cruce domini

Homilia de semente

Homilia in Canticum canticorum

Homilia in illud Nunc anima mea

Homilia in occursum domini

Homilia in sanctos patres et prophetas

In caecum a nativitate

In illud Omnia mihi tradita sunt

In illud Qui dixerit verbum in filium

In Luca X,22

In nativitatem praecursoris

Liber de definitionibus

Narratio de cruce seu imagine Berytensi

Orationes contra Arianos

Petitiones Arianorum

Quaestio cxii ad Antiochum ducem in collectione canonum

Quaestiones aliae

Quaestiones in evangelia

Quaestiones in scripturam sacram

Refutatio hypocriseos Meletii et Eusebii

Scholia in Acta

Scholia in cantica canticorum

Scholia in Job

Sermo ad Antiochum ducem

Sermo contra Latinos

Sermo contra omnes haereses

Sermo de descriptione deiparae

Sermo de patientia

Sermo in annuntiationem deiparae

Sermo in nativitatem Christi

Sermo pro iis qui saeculo renuntiarunt

Symbolum

Synopsis scripturae sacrae

Syntagma ad quendam politicum

Testimonia e scriptura

Tomus ad Antiochenos

Vita Antonii (Żywot św. Antoniego) - Sch 400, wyd. M. G. J. M. Bartelink /2004/.

Vita sanctae Syncleticae

Vitae monasticae institutio

## Wybrane przekłady polskie
- O wcieleniu Słowa, przeł. Michał Wojciechowski, Warszawa 1998 ATK PSP 61, s. 90,
- Apologie, przeł. Jan Ożóg SJ, oprac. Stanisław Kalinkowski, ks. Emil Stanula, Warszawa 1979 ATK PSP 21, s. 219.
- Listy do Serapiona. Stanisław Kalinkowski (przekład), Henryk Pietras SJ (wstęp). Kraków: Wydawnictwo WAM, 1996, s. 154, seria: Źródła Myśli Teologicznej 2.
- Chrystus i Jego Kościół. Siedem listów, przeł. Przemysław Szewczyk, Kraków: Wydawnictwo WAM, 2017, s. 144.